# Стрибки на батуті на літніх Олімпійських іграх 2004 — чоловіки
Змагання зі стрибків на батуті серед чоловіків на літніх Олімпійських іграх 2004 року відбулись 21 серпня 2004 року.

## Призери
| Золото                 | Срібло                       | Бронза                     |
| Юрій Нікітін · Україна | Олександр Москаленко · Росія | Хенрік Стехлік · Німеччина |

### Фінал
| Місце | Гімнаст                    | Греція | Іспанія | Швеція | Чехія | Бразилія | Складність | Сума  |
| ----- | -------------------------- | ------ | ------- | ------ | ----- | -------- | ---------- | ----- |
|       | Юрій Нікітін (UKR)         | 8.3    | 8.6     | 8.5    | 8.4   | 8.4      | 16.2       | 41.50 |
|       | Олександр Москаленко (RUS) | 8.2    | 8.5     | 8.4    | 8.4   | 8.2      | 16.2       | 41.20 |
|       | Хенрік Стехлік (GER)       | 8.2    | 8.5     | 8.4    | 8.4   | 8.4      | 15.6       | 40.80 |
| 4     | Дмитро Поляруш (BLR)       | 8.0    | 7.9     | 8.1    | 8.1   | 8.2      | 16.0       | 40.20 |
| 5     | Олександр Русаков (RUS)    | 8.0    | 8.1     | 7.9    | 7.8   | 7.9      | 16.4       | 40.20 |
| 6     | Нуно Меріно (POR)          | 8.1    | 7.9     | 7.9    | 7.7   | 8.1      | 16.2       | 40.10 |
| 7     | Гарі Сміт (GBR)            | 8.1    | 7.9     | 8.0    | 7.8   | 8.2      | 16.0       | 40.00 |
| 8     | Девід Мартін (FRA)         | 8.1    | 8.0     | 8.0    | 8.1   | 7.8      | 15.8       | 39.90 |